# La peur règne sur la ville
Pour plus de détails, voir Fiche technique et Distribution.
La peur règne sur la ville (Paura in città) est un film italien réalisé par Giuseppe Rosati, sorti en 1976.

## Synopsis
L’évasion d’une bande de malfaiteurs dirigée par un criminel de la pire engeance, Lettieri, compromet dangereusement l’ordre public. En ville, les règlements de compte se succèdent et font les gros titres de la presse. Sur ordre du ministre de l’intérieur, le commissaire Murri, qui était tombé en disgrâce, est réintégré dans ses fonctions. Hanté par le meurtre de son épouse et de sa petite fille, il n’hésite pas à recourir à des méthodes de plus en plus radicales pour endiguer le crime.

## Fiche technique
- Titre original italien : Paura in città[1],[2]
- Titre français : La peur règne sur la ville[3]
- Réalisation : Giuseppe Rosati
- Scenario : Giuseppe Rosati, Giuseppe Pulieri
- Photographie :	Giuseppe Berardini
- Montage : Franco Fraticelli
- Musique : Giampaolo Chiti
- Décors : Giorgio Bertolini, Osvaldo Desideri
- Costumes : Maria Laura Zampacavallo
- Société de production : Triomphe Film
- Société de distribution : Indipendenti Regionali
- Pays de production :  Italie
- Langue originale : Italien
- Format : Couleurs par Eastmancolor - 1,85:1 - Son mono - 35 mm
- Durée : 95 minutes
- Genre : Poliziottesco
- Dates de sortie :
  - Italie : 14 septembre 1976
  - France : 2 novembre 1983[3]

## Distribution
- Maurizio Merli (VF : Bernard Murat) : Le commissaire Mario Murri
- Silvia Dionisio (VF : Francine Lainé) : Laura Masoni
- James Mason : Le préfet
- Fausto Tozzi (VF : Jacques Deschamps) : Esposito
- Giovanni Elsner (VF : Jacques Ferrière) : L'agent Diotallevi
- Raymond Pellegrin (VF : lui-même) : Lettieri
- Franco Ressel (VF : Claude d'Yd) : Procureur adjoint Lo Cascio
- Cyril Cusack (VF : Edmond Bernard) : Giacomo Masoni
- Tino Bianchi (VF : Jean Berger) : Le directeur des chemins ferroviaires
- Liana Trouche (VF : Jacqueline Cohen) : Katiaa Fiorillo
- Mario Novelli (VF : Michel Barbey) : Le leader des voleurs de banque
- Sergio Scarchilli (VF : Georges Atlas) : Le collecteur de ticket de bus